# Isar-Loisachbote
Der Isar-Loisachbote ist eine in Wolfratshausen erscheinende deutsche Tageszeitung. Sie gehört zur Gruppe des Münchner Merkurs. Die verkaufte Auflage beträgt mit dem Geretsrieder Merkur zusammen 6445 Exemplare, ein Minus von 28,8 Prozent seit 1998.

## Geschichte
Albert Schwankl (* 1855 in München; † 1916 ebenda), kaufte 1886 das Wolfratshauser Wochenblatt dem Münchener Verleger M. Warth ab. Er gründete im selben Jahr den Isar-Loisach Boten – damals noch Wolfratshauser Wochenblatt – zugleich Loisach- und Isar-Bote. Am 29. September 1886 erschien die erste Probenummer. Nach dem Zweiten Weltkrieg erschien in Wolfratshausen 1948 der Münchner Merkur mit einer Wolfratshauser Lokalseite. 1949 wurde Georg Schwankl (jun.) Mitverleger des Münchner Merkur. Die Zeitung erscheint seitdem als Isar-Loisach Bote.

## Auflage
Die Auflage des Isar-Loisachboten wird gemeinsam mit dem Geretsrieder Merkur ausgewiesen. In den vergangenen Jahren haben die beiden Zeitungen an Auflage eingebüßt. Die verkaufte Auflage ist in den vergangenen 10 Jahren um durchschnittlich 2,3 % pro Jahr gesunken. Im vergangenen Jahr hat sie um 3,8 % abgenommen. Sie beträgt gegenwärtig 6445 Exemplare. Der Anteil der Abonnements an der verkauften Auflage liegt bei 87,2 Prozent.
| 1998 | 1999 | 2000 | 2001 | 2002 | 2003 | 2004 | 2005 | 2006 | 2007 | 2008 | 2009 | 2010 | 2011 | 2012 | 2013 | 2014 | 2015 | 2016 | 2017 | 2018 | 2019 | 2020 | 2021 | 2022 | 2023 | 2024 |
| ---- | ---- | ---- | ---- | ---- | ---- | ---- | ---- | ---- | ---- | ---- | ---- | ---- | ---- | ---- | ---- | ---- | ---- | ---- | ---- | ---- | ---- | ---- | ---- | ---- | ---- | ---- |
| 9053 | 8979 | 9134 | 9110 | 9193 | 9077 | 8986 | 9016 | 8987 | 8778 | 8732 | 8685 | 8516 | 8417 | 8357 | 8254 | 8144 | 7990 | 7849 | 7759 | 7583 | 7477 | 7379 | 7204 | 7011 | 6702 | 6445 |

## Sonstiges
Albert Schwankls Onkel Joseph Schwankl (* 1831 in Wolfratshausen; † 1916 in Erding) gründete 1895 den Erdinger Anzeiger.